# Skagaströnd
Skagaströnd is een klein stadje in de regio Norðurland vestra in het noorden van IJsland. Skagaströnd (IJslands voor  Kust van Skagi) ligt aan de westkust van het schiereiland Skagi aan de baai Húnaflói. Vroeger heette de plaats Hófðakaupstaður. Skagaströnd heeft ongeveer 500 inwoners. In de zomermaanden komt de bevolking echter aan door de vele arbeiders die hier in de visverwerkende industrie komen werken. Skagaströnd heeft een mooie architectonische kerk. Ten noorden van Skagaströnd ligt Kálfshamarsvík, een plaats met interessante basaltformaties, basaltkolommen en een vuurtoren. De weg met nummer 74 leidt in zuidelijke richting naar Blönduós, waarbij je langs het kerkje Höskuldsstaðir komt. In de bosjes ligt een basaltzuil met runeninscripties verscholen. De tekens zijn bijna weggeërodeerd en daardoor slecht herkenbaar.

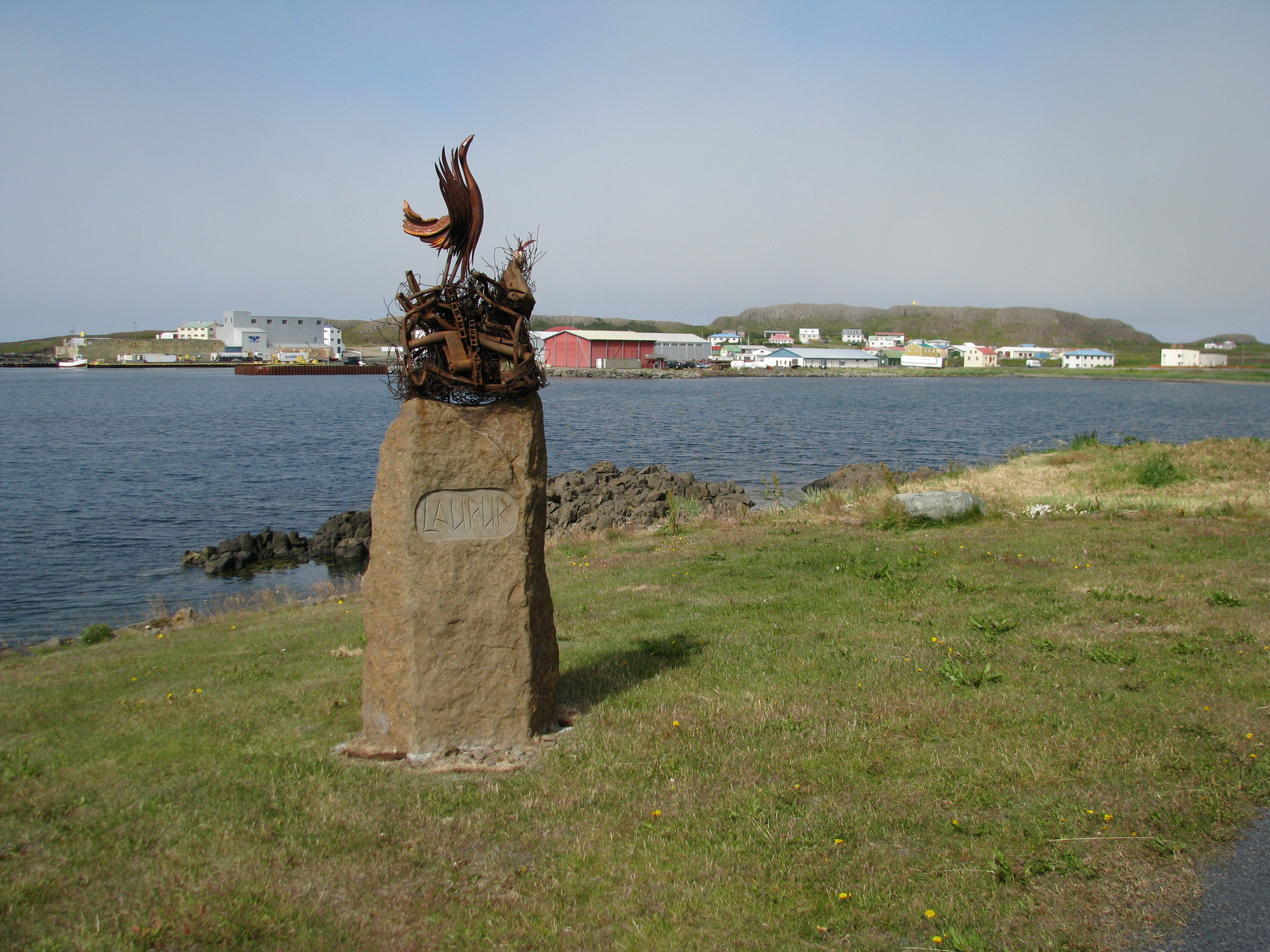
Haven van Skagaströnd.
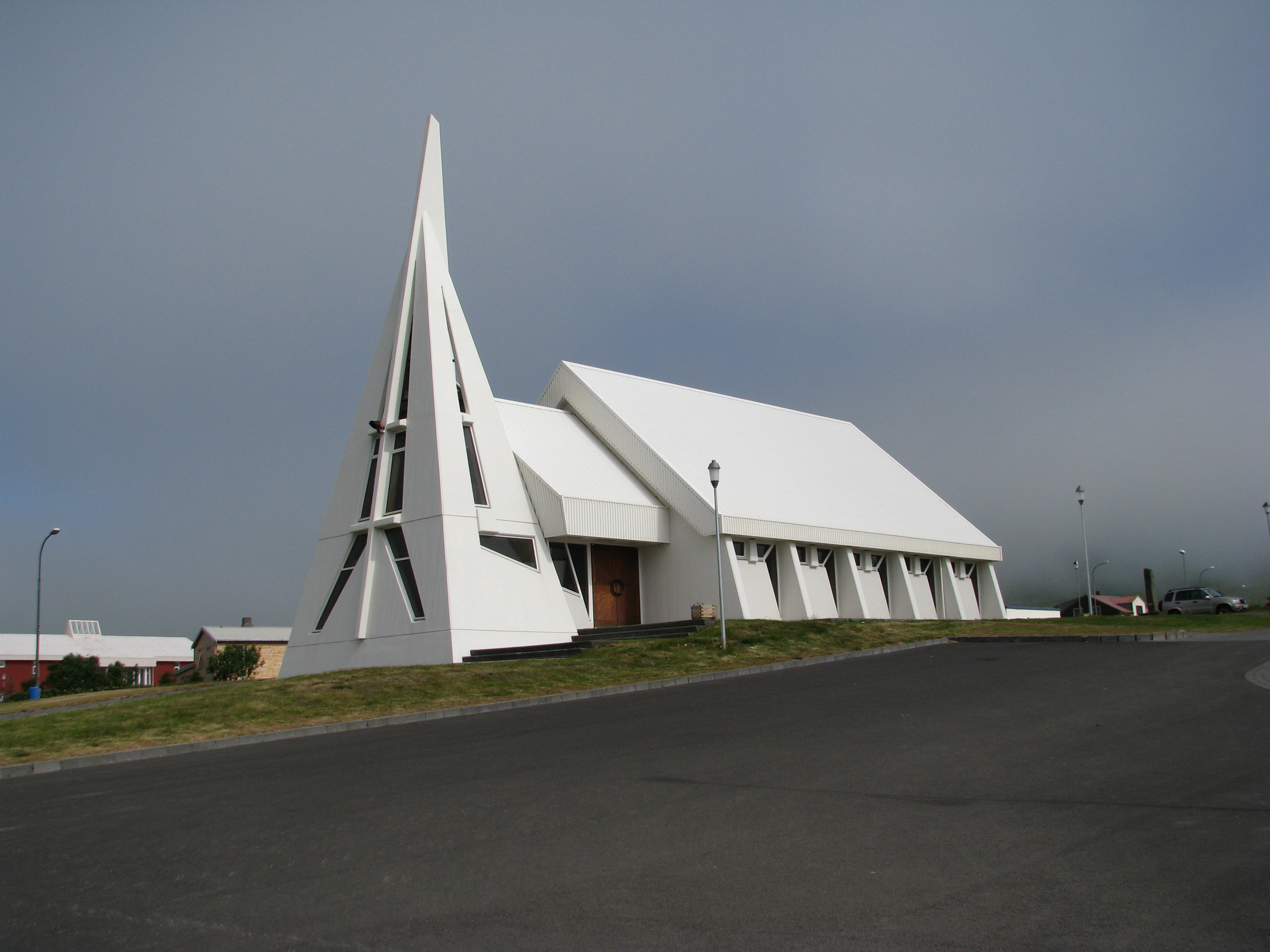
Kerkje van Skagaströnd.
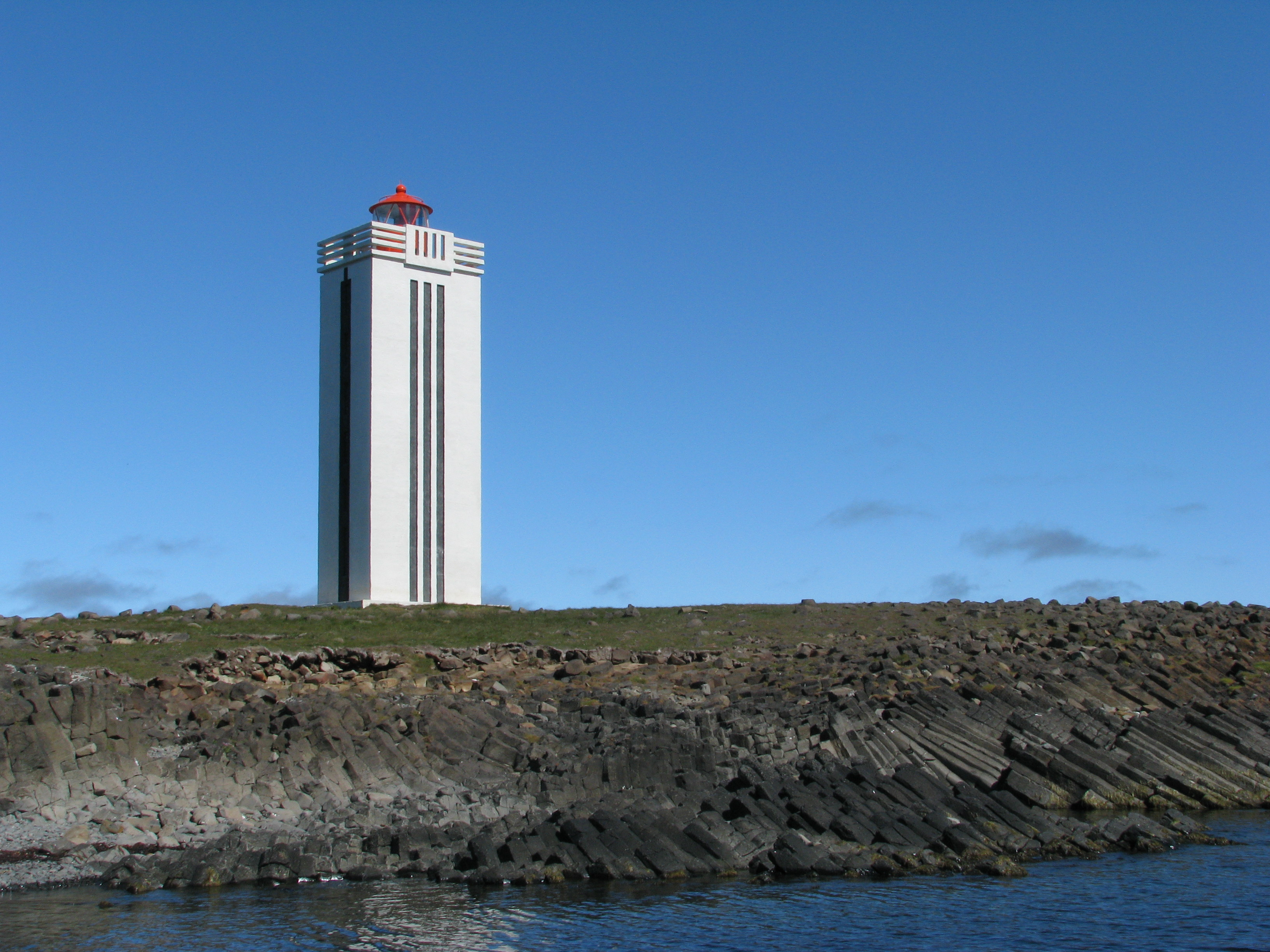
Basalt en vuurtoren van Kálfshamarsvík.